# Odznaka honorowa „Za ofiarną pracę”
Odznaka Honorowa „Za Ofiarną Pracę” – odznaka II Rzeczypospolitej.
Odznaka Honorowa „Za Ofiarną Pracę” ustanowiona została na podstawie § 7 rozporządzenia Rady Ministrów z dnia 2 września 1931 roku w sprawie przeprowadzenia drugiego powszechnego spisu ludności.
Odznaki nadawane były wraz z odpowiednimi zaświadczeniami komisarzom spisowym oraz naczelnym i starszym komisarzom spisowym, którzy pełnili swoje czynności jako honorową funkcję obywatelską w czasie drugiego powszechnego spisu ludności, przeprowadzonego 9 grudnia 1931 roku. Odznaki mogły być nadane również innym osobom prywatnym i funkcjonariuszom publicznym, którzy wzięli udział w akcji spisowej.
Odznaka funkcjonowała w dwóch stopniach: srebrnym i brązowym.
Odznaka okrągła o średnicy 33 mm była wykonana w srebrze lub brązie. Na awersie, pośrodku znajduje się alegoryczny wizerunek Polski oraz napisy – u góry „ZA OFIARNĄ PRACĘ”, u dołu data przeprowadzenia spisu „•9•XII•1931•”, na drugiej stronie przy obrzeżu napis: II POWSZECHNY SPIS LUDNOŚCI, pośrodku jest bolec gwintowany z nakrętką.
Wykonawcą oznak był Stanisław Repeta – medalier, rzeźbiarz z Warszawy.